# Attentat à la pudeur
Pour les articles homonymes, voir Attentat (homonymie).
L'attentat à la pudeur est une infraction pénale par laquelle un individu commet une voie de fait dans des circonstances indécentes contre la pudeur d'une autre personne.
Ce n'est pas la même infraction que l'outrage public à la pudeur. L'attentat à la pudeur est une qualification juridique historique de l'agression sexuelle, tandis que l'outrage public à la pudeur englobe les actions indécentes commises dans un endroit public. 

## Droit canadien
Jusqu'en 1983, le Code criminel canadien contenait les infractions d'attentat à la pudeur et de viol. Le viol correspondait à une pénétration sous la contrainte, tandis que l'attentat à la pudeur englobait de façon générale les voies de fait à caractère sexuel.  Ces infractions ont été remplacées par une infraction générale d'agression sexuelle.  

Le Code criminel d'avant 1983 distinguait d'ailleurs entre l'attentat à la pudeur d'une personne de sexe féminin et l'attentat à la pudeur d'une personne de sexe masculin. L'infraction d'attentat à la pudeur d'une personne de sexe féminin se lisait comme suit :  

« 149. (1)  Est coupable d'un acte criminel et passible d'un emprisonnement de cinq ans, quiconque attente à la pudeur d'une personne du sexe féminin. »

En raison du début de l'article 11 g) de la Charte canadienne des droits et libertés qui prévoit que « 	tout inculpé a le droit de ne pas être déclaré coupable en raison d'une action ou d'une omission qui, au moment où elle est survenue, ne constituait pas une infraction d'après le droit interne du Canada. », l'infraction d'attentat à la pudeur est encore utilisée dans les procès pénaux pour des infractions commises avant 1983. Toutefois, l'article 11 i) de la Charte permet à un inculpé « de bénéficier de la peine la moins sévère, lorsque la peine qui sanctionne l'infraction dont il est déclaré coupable est modifiée entre le moment de la perpétration de l'infraction et celui de la sentence ».

## Droit français
En droit français, l'attentat à la pudeur est une appellation de l'ancien Code pénal qui se référait à un acte de nature sexuelle et considéré, selon la gravité des faits, comme un délit ou un crime : un « acte physique recouvrant contraire aux bonnes mœurs exercé volontairement sur le corps d'une personne déterminée de l'un ou l'autre sexe ». Il était lié à la définition de la majorité sexuelle.
Depuis le nouveau Code pénal, entré en vigueur le 1er mars 1994, la qualification juridique est aujourd'hui, selon les cas : atteinte sexuelle sur mineur et agression sexuelle.